# Giáo hoàng Victor II
Victor II là người kế nhiệm Giáo hoàng Lêô IX sau khi ông qua đời vào ngày 16 tháng 4 năm 1055.
Theo niên giám tòa thánh năm 1806 thì ông đắc cử Giáo hoàng năm 1055 và ở ngôi Giáo hoàng trong 2 năm 3 tháng vài ngày. Niên giám tòa thánh năm 2003 xác định triều đại của ông kéo dài từ ngày 16 tháng 4 năm 1055 cho tới ngày 28 tháng 7 năm 1057.

## Giám mục của Eichtatt
Giáo hoàng Victor II sinh tại Bavaria, Đức vào khoảng năm 1018 và là bà con với hoàng đế Henry III. Tên thật của ông là Gebhard. Tên ông trong tiếng Latinh có nghĩa là người thắng cuộc. Ông là con của bá tước Hartwig de Calw và nữ bá tước Baliza. Ông trở thành bá tước Dollnstei, Tollenstein và Hirschberg.
Chính do sự khẩn khoản của chú ông là Gebhard III (Giám mục Ratisbonne) mà Victor II được giới thiệu vào ngày lễ Giáng sinh năm 1042 với Henry III để làm Giám mục Eíchtatt. Ban đầu, hoàng đế đã do dự vì Gebhard mới chỉ 24 tuổi. Nhưng theo lời khuyên của một giáo đoàn Rôma mà Tổng Giám mục cao niên Bardo de Mayence và Hildebrand là thành viên, cuối cùng ông đã đồng ý trao chức cho Gebhard.
Ông đã tỏ ra là một Giám mục tốt và một nhà chính trị thận trọng. Trên cương vị này, ông đã bảo vệ các lợi ích của Henry III. Ngoài ra sau đó ông trở thành một cố vấn thân thiết của ông này.

## Giáo hoàng
Vào tuổi 37 ngày 13 tháng 4 năm 1055, ông được bầu làm Giáo hoàng. Ngày từ đầu nhiệm kỳ của mình, Victor II đã tỏ ra là một người tận tâm theo chính sách của hoàng đế. Ông ở tại Rôma từ cuối năm 1055, và ngay vào mùa thu năm 1056, ông quay về Đức để xin Hoàng đế bảo vệ chống lại người Normandi mà ông trình bày như là dân "Sarrasins mới". Ông đã thành công trong việc hòa giải Henry III với Godefroid, quận công xứ Lorraine.
Sau khi chủ tọa lễ tang hoàng đế ngày 28 tháng 10, ngày 5 tháng 11 sau đó, Victor II đã chủ động trong việc bầu người con trai của Henry làm hoàng đế dưới tên Henry IV và đặt Agnès d’Aquitaine, quả phụ của hoàng đế làm nhiếp chính. Tầm quan trọng của vai trò mà ông tiếp tục nắm giữ trong nhiều việc chính trị khác của miền này cho phép chúng ta gọi Victor II là chưởng ấn của đế quốc hơn là thủ lĩnh của Giáo hội Công giáo.
Theo gương vị tiền nhiệm, ông giúp Giáo hội phát triển tốt đẹp. Mục tiêu của ông là xoá bỏ nạn buôn thần bán thánh và tình trạng sống chung ngoài hôn thú. Nhưng ông không được toại nguyện vì sự đề kháng mạnh mẽ mà ông gặp phải ngay trong những giới mà ông ra sức cải tổ và cũng vì ông mất quá sớm do bệnh sốt rét tại Arezzo ngày 28 tháng 7 năm 1057.
Ông được mai táng trong nhà thờ Thánh Maria Rotonda của Ravenna.